# Campeonato de Primera División 1924 (Venezuela)
Centro Atlético Sport Club fue el campeón y en segundo lugar quedó Atlético Vargas. El equipo caraqueño jugaba en un campo ubicado en lo que hoy día es la urbanización El Paraíso, en Caracas; mientras que el conjunto del Litoral disputaba sus partidos en el estadio de Maiquetía (cerca de donde hoy día está el Aeropuerto de Maiquetía). En cuanto a otros equipos, el conjunto del colegio La Salle debutó ese mismo año pero en las divisiones infantiles, mientras que en la tercera categoría (es decir, como la tercera división del fútbol caraqueño) jugaron:
- Loyola Sport Club
- Venzóleo
- Nueva Esparta (equipo caraqueño, no de la isla)
- Campeador
- Liceo San José

Centro Atlético Sport Club

Campeón
2.º título